# طائر السمك
الإكْثُور طير منقرض. وهو في الحقيقة اسم الجنس لهذا النوع من الطيور حيث يحتوي -إذا جاز التعبير جنس الإكثوريّات- على نوع واحد وهو الإكثور.